# Chowanski-Stiftung
Die Chowanski-Stiftung (Chowanski-Fonds; russisch Фонд Хованского Fond Chowanskowo) ist die älteste russische Stiftung zur Auszeichnung und Unterstützung von Lehrern. Sie wird aus den Spenden von Bürgern und Vereinen finanziert.

## Motto
Das Motto ist ein Ausspruch von A. Chowanski: „Der Wissensschatz ist von unschätzbarem Wert. Diejenigen, die ihn spenden, verlieren nichts. Die Spende ist hier auch ein Gewinn – mit zunehmendem Grad der öffentlichen Erziehung, wachsen diejenigen, die sie spenden.“

## Geschichte
Die Stiftung wurde in Woronesch nach Chowanskis Tod im Jahre 1899 gegründet und schrieb einen jährlichen Preis für den besten Lehrer aus. Sie stellte im Jahr 1917 ihre Aktivitäten sowie die Herausgabe ihrer Zeitschrift Filologitscheskije Sapiski ein. Der Chowanski-Fonds wurde anlässlich des 110. Jubiläums am 4. November 2009 rekonstituiert, wieder mit dem Ziel, Lehrer und Verleger auszuzeichnen und zu unterstützen.

## Beschäftigung
Die Stiftung betreibt Forschung in den Bereichen vergleichende Sprachwissenschaft, vergleichende Mythologie, Heimatkunde, Ethnologie, Sozialpsychologie, Psycholinguistik und Semiotik.

## Auszeichnungen

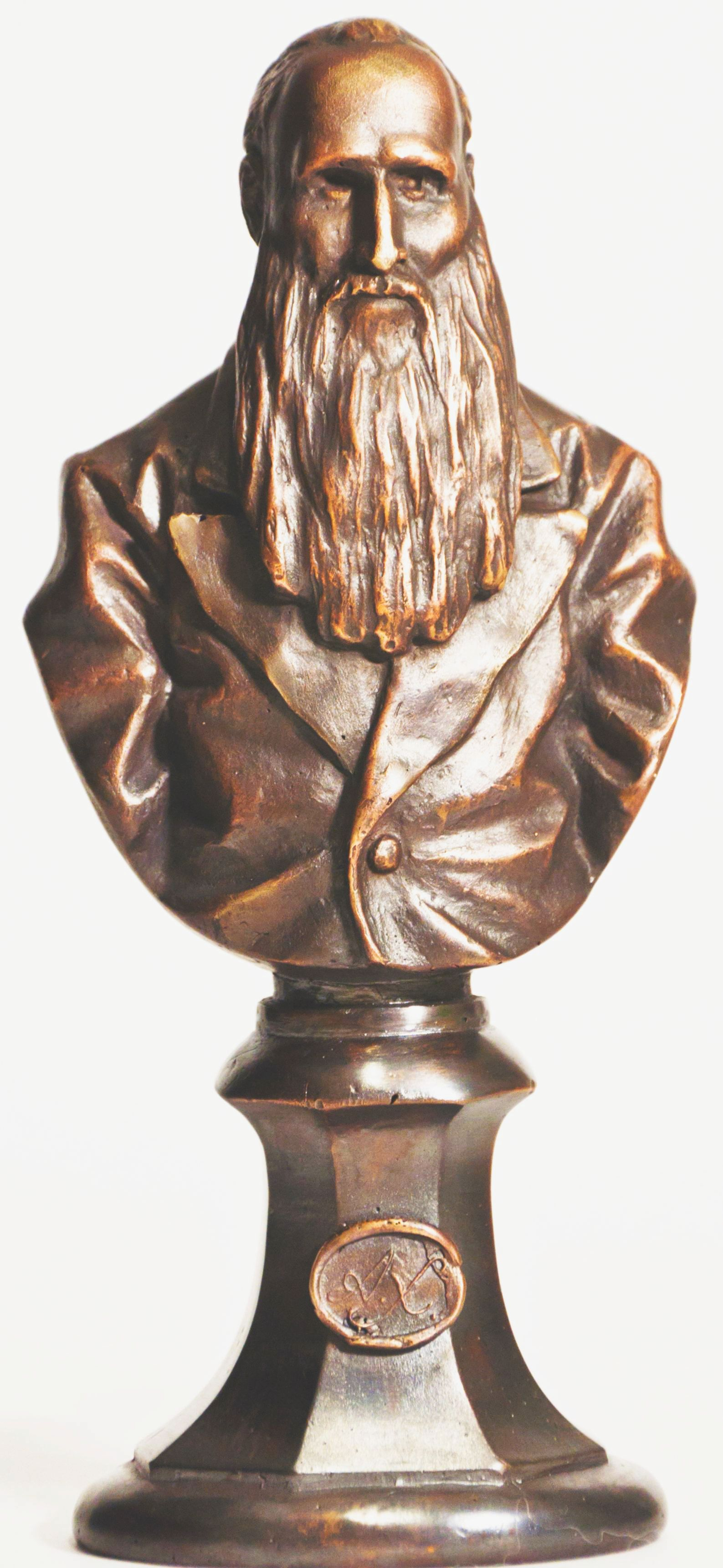
Chovanski-Figur

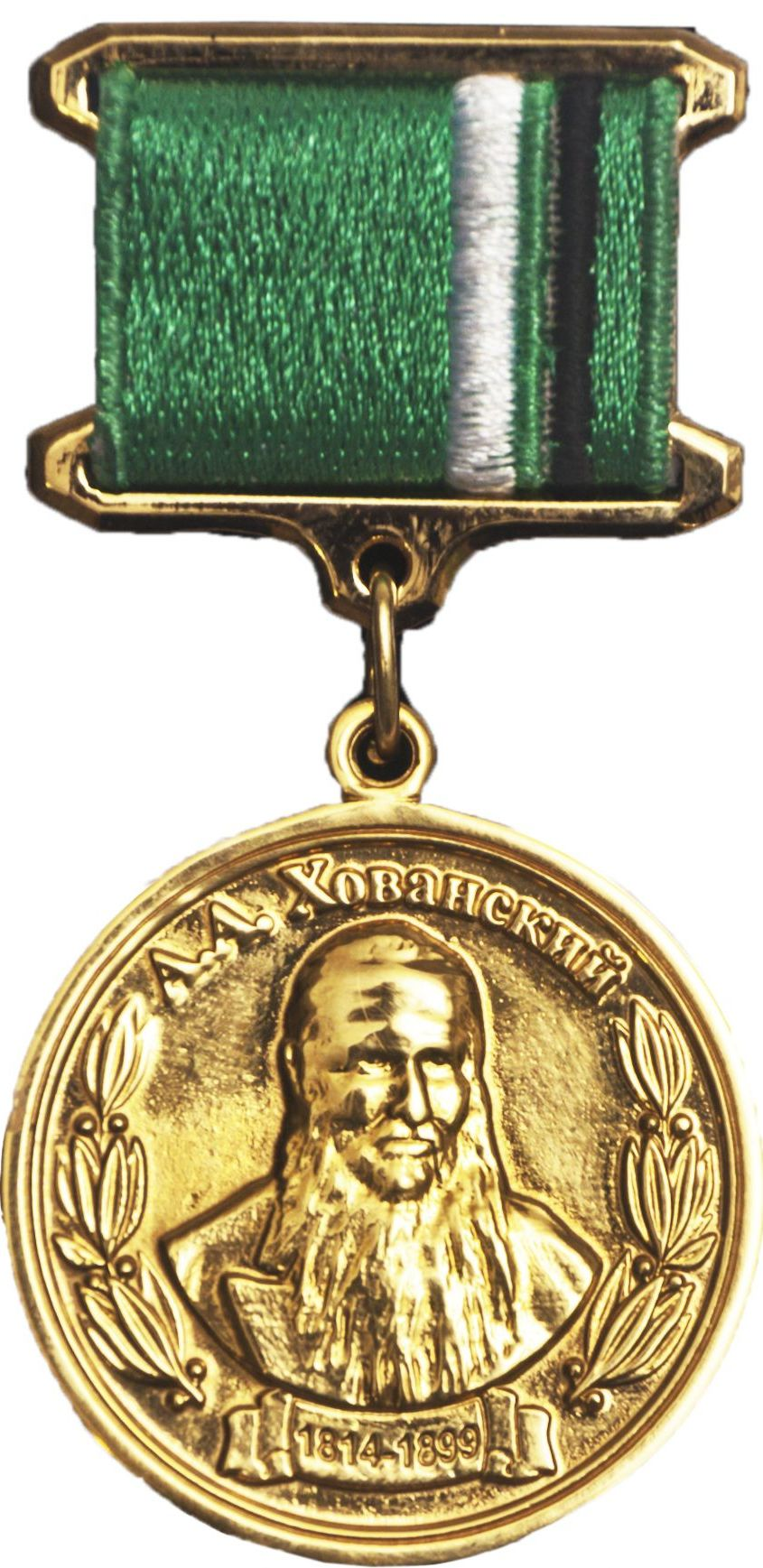
Chovanski-Medaille

Zum Gedenken des 200. Geburtstages von Chovanski wurden eine neue Medaille zur Auszeichnung der Deutschlehrer sowie eine Figur zur Auszeichnung der Lehr- und Kreativ-Teams durch die Stiftung eingeführt.

### Figur
Die Figur und deren Design wurden vom Woronescher Bildhauer Maxim Dikunov in zwei Versionen geschaffen: für Lehrkräfte und Redakteure. Die Figur erhielt den Namen «Alexy».

### Medaille
Mit der Medaille «Das lebendige Wort» werden Lehrer und Erzieher ausgezeichnet.
Die bronzene, versilberte oder vergoldete Medaille mit einem Durchmesser von 32 mm zeigt auf ihrer Vorderseite die Büste Chowanskis. Die Büste ist von Lorbeerzweigen umrahmt, wobei unten die Lebensdaten und oben die Umschrift: A. A. Хованский zu sehen sind. Die Rückseite der Medaille zeigt ein Buch, aus dem Sonnenstrahlen scheinen, und die unten zu lesende Inschrift: ЖИВОЕ СЛОВО.